# NGC 3413
NGC 3413 est une petite galaxie lenticulaire relativement rapprochée et vue par la tranche. Elle est située dans la constellation du Petit Lion. NGC 3413 a été découverte par l'astronome germano-britannique William Herschel en 1785.

## Caractéristiques
Sa vitesse par rapport au fond diffus cosmologique est de 918 ± 20 km/s, ce qui correspond à une distance de Hubble de 13,54 ± 0,99 Mpc (∼44,2 millions d'al).
À ce jour, trois mesures non basées sur le décalage vers le rouge (redshift) donnent une distance de 14,667 ± 2,318 Mpc (∼47,8 millions d'al), ce qui est à l'intérieur des valeurs de la distance de Hubble. Puisque cette galaxie est relativement rapprochée du Groupe local, il est probable que cette valeur soit plus près de la distance réelle de NGC 3413. Notons que c'est avec la valeur moyenne des mesures indépendantes, lorsqu'elles existent, que la base de données NASA/IPAC calcule le diamètre d'une galaxie.

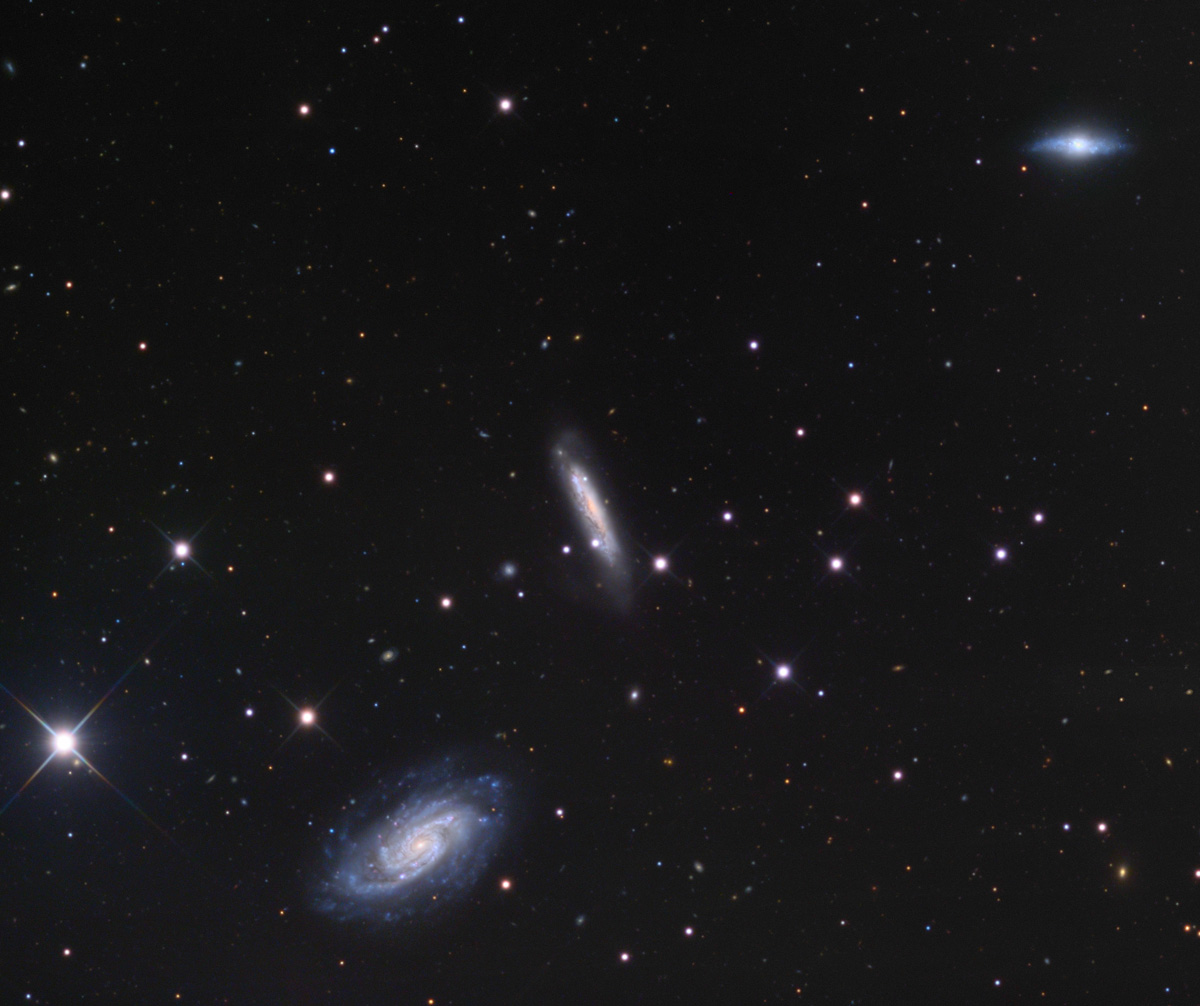
Holm 218. par Adam Block (Observatoire du mont Lemmon/Université de l'Arizona).

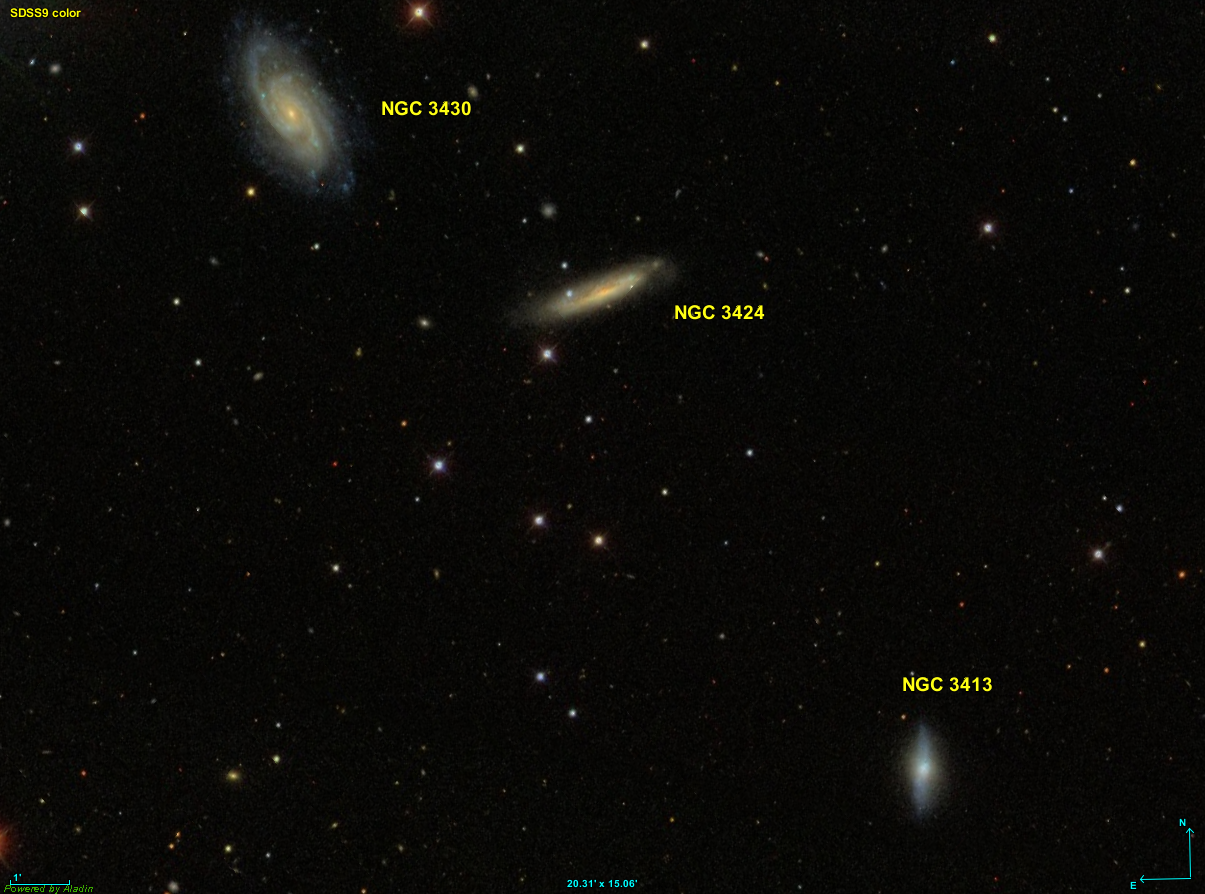
Les trois galaxies de Holm 218

## Trio de galaxies
Selon un article publié par de Vaucouleurs et Corwin en 1976, NGC 3413, NGC 3424 et NGC 3430 forment un trio de galaxie catalogué sous le nom de Holm 218. Cependant, NGC 3413 est à environ 29 millions d'années-lumière, alors que les deux autres galaxies sont respectivement à 68 et 72 millions d'années-lumière. De plus, NGC 3424 et NGC 3430 figure dans le groupe de NGC 3396, alors que NGC 3413 ne s'y trouve pas. Il semble donc peu probable que Holm 218 forme réellement un trio de galaxies en interaction.